# 4/5
4/5（5分の4、ごぶんのよん）は、有理数のうち 0 と 1 の間にある数であり、1/5 の4倍である。十進法で小数表示すると、0.8 である。

## 数学的性質
- 4 ÷ 5 に等しい。
- 4/5 は、素因数に 5 が含まれているN進法では有限小数になる。
- 度数法での 4/5 周は288度である。

## その他4/5に関すること
- 「十中八九」は、「ほぼ確実に」を意味する四字熟語である。
- 二八蕎麦は、小麦粉2割、蕎麦粉8割で打った蕎麦である。

## 符号位置
| 記号 | Unicode | JIS X 0213 | 文字参照         | 名称   |
| ---- | ------- | ---------- | ---------------- | ------ |
| ⅘    | U+2158  | -          | &#x2158; &#8536; | 5分の4 |